# Helion de Menezes Póvoa
Helion de Menezes Póvoa (Campos dos Goytacazes, 23 de março de 1889 – 9 de abril de 1944) foi um médico brasileiro.
Foi eleito membro da Academia Nacional de Medicina em 1934, ocupando a cadeira 99, que tem Oscar Frederico de Souza como patrono.